# Luzerna
Luzerna là một đô thị thuộc bang Santa Catarina, Brasil. Đô thị này có diện tích 116,832 km², dân số năm 2007 là 5391 người, mật độ 49,3 người/km².